# Сикутрис, Йоханнес
Йоханнес (Иоаннис) Сикутрис (греч. Ιωάννης Συκουτρής; 1901 — 1937) — греческий учёный, классический филолог.

## Биография
Родился 1 декабря 1901 года в городе Смирна, ныне Измир, Турция.
Первоначально учился в местном греческом Эванелическом училище (Εὐαγγελικὴ σχολή), затем — в Афинском университете (с 1919 года). После поражения Греции в Греко-Турецкой войне, Сикутрис оставил учебу и отправился на Кипр, где работал в качестве помощника преподавателя. После окончания войны окончил университет и отправился в путешествие по Германии, где работал в Лейпциге и Берлине, получая стипендию Александра фон Гумбольдта. Здесь познакомился с немецкими учёными-филологами — Ульрихом фон Виламовиц-Мёллендорфом, Вильгельмом Шубартом и Паулем Маасом. 
По возвращении в Грецию, преподавал один год в афинской школе Αρσάκειον, затем — работал библиотекарем в Афинской академии, отказавшись в 1933 году от приглашения работать в Карловом университете. В последующие годы был подвергнут критике за публикации, посвящённые труду Платона «Пир».
Покончил с собой в отеле «Κεντρικόν» 21 сентября 1937 года города Коринфа, Греция, приняв яд. Его имя носит библиотека Афинской академии.